# Roman Yemelyanov
Roman Pavlovich Yemelyanov (tiếng Nga: Роман Павлович Емельянов; sinh ngày 8 tháng 5 năm 1992) là một cầu thủ bóng đá người Nga thi đấu ở vị trí tiền vệ phòng ngự cho F.K. Ural Sverdlovsk Oblast.

## Sự nghiệp

### Học viện Bóng đá Konoplyov
Yemelyanov bắt đầu học chơi bóng ở Học viện Bóng đá Konoplyov. Lúc 16 tuổi, Yemelyanov bắt đầu thi đấu cho FC Togliatti.

### Shakhtar Donetsk
Vào ngày 24 tháng 1 năm 2010, anh ký bản hợp đồng 3 năm với đội bóng Ukraina Shakhtar Donetsk. Vào tháng 8 năm đó, anh được cho mượn đến Zorya Luhansk.

### Quốc tế
Anh được triệu tập vào đội tuyển quốc gia Nga vào tháng 8 năm 2016 thi đấu với Thổ Nhĩ Kỳ và Ghana.

## Thống kê sự nghiệp

### Câu lạc bộ
Tính đến 13 tháng 5 năm 2018
| Câu lạc bộ              | Mùa giải             | Giải vô địch                    | Giải vô địch | Giải vô địch | Cúp     | Cúp       | Châu lục | Châu lục  | Khác    | Khác      | Tổng cộng | Tổng cộng |
| Câu lạc bộ              | Mùa giải             | Hạng đấu                        | Số trận      | Bàn thắng    | Số trận | Bàn thắng | Số trận  | Bàn thắng | Số trận | Bàn thắng | Số trận   | Bàn thắng |
| ----------------------- | -------------------- | ------------------------------- | ------------ | ------------ | ------- | --------- | -------- | --------- | ------- | --------- | --------- | --------- |
| FC Togliatti            | 2008                 | PFL                             | 3            | 0            | 0       | 0         | –        | –         | –       | –         | 3         | 0         |
| FC Togliatti            | 2009                 | PFL                             | 20           | 1            | 0       | 0         | –        | –         | –       | –         | 20        | 1         |
| FC Togliatti            | Tổng cộng            | Tổng cộng                       | 23           | 1            | 0       | 0         | 0        | 0         | 0       | 0         | 23        | 1         |
| FC Shakhtar Donetsk     | 2010–11              | Giải bóng đá ngoại hạng Ukraina | 0            | 0            | 0       | 0         | –        | –         | –       | –         | 0         | 0         |
| FC Zorya Luhansk        | 2010–11              | Giải bóng đá ngoại hạng Ukraina | 14           | 0            | 3       | 0         | –        | –         | –       | –         | 17        | 0         |
| FC Shakhtar Donetsk     | 2011–12              | Giải bóng đá ngoại hạng Ukraina | 1            | 0            | 0       | 0         | –        | –         | –       | –         | 1         | 0         |
| FC Shakhtar Donetsk     | Tổng cộng (2 spells) | Tổng cộng (2 spells)            | 1            | 0            | 0       | 0         | 0        | 0         | 0       | 0         | 1         | 0         |
| F.K. Rostov             | 2011–12              | Giải bóng đá ngoại hạng Nga     | 14           | 0            | 2       | 0         | –        | –         | 2       | 0         | 18        | 0         |
| FC Illichivets Mariupol | 2012–13              | Giải bóng đá ngoại hạng Ukraina | 20           | 0            | 1       | 0         | –        | –         | –       | –         | 21        | 0         |
| FC Illichivets Mariupol | 2013–14              | Giải bóng đá ngoại hạng Ukraina | 15           | 0            | 0       | 0         | –        | –         | –       | –         | 15        | 0         |
| FC Illichivets Mariupol | Tổng cộng            | Tổng cộng                       | 35           | 0            | 1       | 0         | 0        | 0         | 0       | 0         | 36        | 0         |
| F.K. Rostov             | 2013–14              | Giải bóng đá ngoại hạng Nga     | 7            | 0            | 0       | 0         | –        | –         | –       | –         | 7         | 0         |
| F.K. Rostov             | Tổng cộng (2 spells) | Tổng cộng (2 spells)            | 21           | 0            | 2       | 0         | 0        | 0         | 2       | 0         | 25        | 0         |
| FC Ural Yekaterinburg   | 2014–15              | Giải bóng đá ngoại hạng Nga     | 14           | 0            | 1       | 0         | –        | –         | 2       | 0         | 17        | 0         |
| FC Ural Yekaterinburg   | 2015–16              | Giải bóng đá ngoại hạng Nga     | 24           | 0            | 1       | 0         | –        | –         | –       | –         | 25        | 0         |
| FC Ural Yekaterinburg   | 2016–17              | Giải bóng đá ngoại hạng Nga     | 23           | 1            | 5       | 0         | –        | –         | –       | –         | 28        | 1         |
| FC Ural Yekaterinburg   | 2017–18              | Giải bóng đá ngoại hạng Nga     | 25           | 0            | 1       | 0         | –        | –         | –       | –         | 26        | 0         |
| FC Ural Yekaterinburg   | Tổng cộng            | Tổng cộng                       | 86           | 1            | 8       | 0         | 0        | 0         | 2       | 0         | 96        | 1         |
| Tổng cộng sự nghiệp     | Tổng cộng sự nghiệp  | Tổng cộng sự nghiệp             | 180          | 2            | 14      | 0         | 0        | 0         | 4       | 0         | 198       | 2         |